# Mount Brewster (Neuseeland)
Mount Brewster ist ein 2516 m hoher Berg in den Neuseeländischen Alpen auf der Südinsel Neuseelands.

## Geschichte
Julius von Haast benannte ihn nach dem schottischen Physiker David Brewster. In der Sprache der Māori trägt er den Namen Haumaitiketike.
Die Erstbesteigung gelang im Januar 1929 durch Samuel Turner, Eric Miller, Charles Bentham und C. Turner.

## Geographie
Der Gipfel liegt am Ende der Young Range, welche die südlichen Lake Wānaka und Lake Hāwea trennt. Wasser rund um den Berg wird in beide Seen abgeführt, wobei die größere Menge über den Brewster-Gletscher und den Makarora River in den Erstgenannten fließt. Im Westen verläuft der New Zealand State Highway 6 durch das Tal des Flusses. Im Umkreis von mehr als 20 km ist der Mount Brewster der höchste Berg, lediglich der östlich gelegene Mount Huxley erreicht ebenfalls knapp die Zweieinhalbtausend-Meter-Marke.

## Geologie
Das Basisgestein besteht hauptsächlich aus Varianten des Sedimentgesteins von Sandstein, Schluffstein und Mudstone. Es stammt aus dem mittleren Perm und Trias und ist etwa 201 bis 273 Millionen Jahre alt.